# Porpax reticulata
Porpax reticulata är en orkidéart som beskrevs av John Lindley. Porpax reticulata ingår i släktet Porpax och familjen orkidéer. Inga underarter finns listade i Catalogue of Life.